# 죽어도 못 보내
《죽어도 못 보내》는 대한민국의 4인조 남성 그룹 2AM의 첫 번째 미니 앨범이다.

## 트랙리스트
1. Intro
2. 죽어도 못 보내
3. 웃어 줄 수 없어서 미안하다
4. I Love You (Feat. 백찬, 주희 Of 에이트)
5. 그녀에게 (Feat. 찬성 Of 2PM)
6. 웃는다 (Outro)